# Anenzephalia
Anenzephalia (Abgeleitet von Anenzephalie) ist ein Musikprojekt des Mannheimers Michael Keck. Die Musik des Projektes wird dem Post-Industrial-Substil Power Electronics zugerechnet.

## Geschichte
Der Genocide-Organ-Musiker Michael Keck, auch als „Brigant Moloch“ oder „Michael Rief“ aktiv, initiierte Anenzephalia 1989 als Solo-Projekt. Gelegentlich kooperierte Keck mit weiteren Musikern, bleib allerdings der bestimmende Kopf des Projektes. Zu den wiederkehrenden Mitmusikern zählt unter anderem Wilhelm Herich von Genocide Organ, wodurch Anenzephalia oft als Nebenprojekt wahrgenommen wird. Eine Beschreibung die Keck allerdings ablehnt.
Anenzephalia debütierte 1991 mit einer Single über Tesco Organisation. Damit, sowie mit einigen nachkommenden Veröffentlichungen zählt Anenzephalia zu den ersten Künstler, die von Tesco Organisation unter Vertrag genommen wurden. Im Jahr 1993 erschien das Album Fragments of Demise über RRRecords. Die folgenden Jahre kooperierte Anenzephalia überwiegend jedoch nicht exklusiv mit Tesco Organisation. Mit ihrer Stilvariante zählt das Projekt zu den „Gründungsprojekten eines international geehrten deutschen Power Electronics“. Insbesondere die frühen Veröffentlichungen wie Lyse oder Ephemeral Dawn gelten als Genre-Klassiker.
Im Jahr 2014 beendete Keck die Aktivität mit Anenzephalia. Als Abschluss gab Tesco Organisation die Sammlung Instrumentalities (Singles Collection 1991-2008) heraus, die über kleine Label in limitierter Auflage erschienene Single-Veröffentlichungen kompilierte. Keck reaktivierte Anenzephalia zu einer Jubiläumsveranstaltung des Labels Tesco Organisation 2017 und behielt Aktivitäten mit dem Projekt sporadisch bei.

## Stil
Die Musik von Anenzephalia wird zumeist dem Power Electronics zugerechnet, als weitere Einflüsse und Bestandteile werden allerdings Industrial, Noise, und Dark Ambient benannt. Die vermittelte Atmosphäre sei dabei „geprägt von Hoffnungslosigkeit und Leere.“ In Abgrenzung zu dem von Whitehouse geprägten Stil stelle jener von Anenzephalia nicht „Fiepen und Krakelen in den Vordergrund“. Mehr sei die Musik eine Variante des Power Electronics, „die eher tieftönend rumort, rhythmischer ist, mit verzerrten Stimmen und Samples arbeitet und auch Ambientflächen in das Gesamtklangbild integriert.“ Kraftvoller und, in Relation zu anderen Interpreten des Genres, strukturiert erscheint die Musik dabei. Der Gesang gilt als bedrohlich und brutal.

„Im Gegensatz zu den Labelkollegen [von Genocide Organ] bedient man sich hier weniger pulsierender und hämmernder Rhythmen und Schreigesänge, sondern baut auf zerrende Frequenzen in breit ausgespielten Noise-Flächen, irritierende und assoziativ arbeitende Samplecollagen sowie gelegentlich nihilistische Vocals.“

Bei Auftritten konfrontiert Anenzephalia das Publikum mit einer Wand aus Lärm und blendendem Stroboskoplicht. Die inhaltliche Konzeption des Projektes wird als nihilistisch und fatalistisch wahrgenommen. Unter dem Eindruck des ersten Irakkrieges entstandene politische Positionierungen im Begleitmaterial der Veröffentlichung von Ephemeral Dawn beinhalten so die Einschätzung, „dass es weltpolitisch kein Vor- und kein Zurück gibt und“ die Menschheit verloren ist. Damit wird Anenzephalia im Spektrum des Power Electronics eher den destruktiven und nihilistischen Interpreten als jenen die sich mit Sexualität und Fetischismus befassen zugerechnet.

## Diskografie
- 1991: Lyse (Single, Tesco Organisation)
- 1993: Fragments of Demise (Album, RRRecords)
- 1995: Ephemeral Dawn (Album, Tesco Organisation)
- 1998: New World Disorder (Single, Tesco Organisation)
- 2001: Anenzephalia (Album, Death Factory)
- 2002: Die Sender Müssen Schweigen! (Single, Power & Steel)
- 2003: Noehaem (Album, Tesco Organisation/Zaetraom)
- 2006: Live Festival Karlsruhe 8.10.1993 (Live-Album, Selbstverlag)
- 2006: Operation Cleansweep (Split-Album mit Inade, Teito Sound Company)
- 2007: Transmits From St. Petersbourgh (Live-Album, Zaetraom)
- 2008: Projected Void (Single, Tesco Organisation/Zaetraom)
- 2012: Kaltwelt (Album, Tesco Organisation/Zaetraom)
- 2012: 23 (Album, Zaetraom)
- 2014: Instrumentalities (Singles Collection 1991-2008) (Kompilation, Tesco Organisation)
- 2017: Programmatika (Album, Hospital Productions)
- 2018: Magenta (Album, Tesco Organisation/Zaetraom)